# Svastika
Svastika (fra sanskrit svástika स्वस्तिक) er et ligesidet kors med arme bøjet i rette vinkler – enten højre om (卐) eller venstre om (卍). Ordet svastika er sammensat af ordet svasti = "lykke" og suffikset -ka, som samlet giver udtrykket: "det som bringer lykke". Symbolet er et tegn på gode forhåbninger og et af de ældste symboler hos alle folkeslag. Svastika er efter 2. verdenskrig mest kendt som hagekorset.
Svastika er et urgammelt symbol i de fleste kulturer. Oprindelig efterligner det antagelig bevægelserne eller kredsløbet i naturen og repræsenterer Solens gang på himmelen, liv og udvikling. I den vestlige verden knyttes det særligt til nationalsocialismen og et enkelt, grafisk tegn har dermed fået en voldsom følelsesmæssig symbolsk kraft. Efter nazismens brug af svastikaet som symbol på deres ideologi, er det i dag forbudt i en række vestlige lande. Dette har været medvirkende til at en række nynazistiske grupper er begyndt at anvende andre symboler.
Quadrigamma er en anden betegnelse for svastika. Ordet er sammensat af dels det latinske quadro = "fire" og dels det græske gamma = "g". Det græske g skrives som en ret vinkel (Γ), og man har altså døbt tegnet efter at det kan være dannet ud fra fire g'er.
Tegnet kaldes også Jaina-korset, det hermetiske kors, croix cramponnee og undertiden Odins tegn.

## Historie og udbredelse
Som andre simple symbolske tegn (for eksempel hjulkors og triskele), er svastikategnet opstået og blevet brugt i forskellige kulturer uafhængigt af hinanden.
Svastikaet blev anvendt allerede i den tidlige kobberalder i Elam (nu Iran). I Europa findes tegnet, bl.a. i Hellas, og i båndkeramik fra gamle kulturer ved Donau, i jernalderen, som f.eks på redekamme af ben, fundet i offermosen Nydam Mose i Sønderjylland.
Svastikategnet er udbredt i Indien og i det østlige Asien, hvor det stadigt bruges som et lykkebringende symbol. I buddhismen og i den tibetanske bønreligion benyttes det også som lykketegn. Hvis vinklerne på korset vender i urets retning symboliserer det buddhisme, og vender de i den anden retning, er der tale om bön. I hinduismen forbindes det bl.a. med Vishnu og i jainismen står korsets arme for eksistensens fire planer.
I Japan bruges tegnet som heraldisk emblem for flere adelsslægter. Der er spredte fund af svastikafigurer i både afrikansk kultur og i præcolumbiansk Amerika.
Indtil ca.1945 anvendte bryggeriet Carlsberg svastikaet som udsmykning på etiketter på bryggeriets øl. Svastikaet fremgår også af to de elefanter, der bærer Elefantporten på Carlsberg.
I 1957 prøvede Sri Lanka og i 1977 Indien, at få godkendt et rødt svastika, som symbol for deres lokale Røde Kors-organisationer. Anmodningen blev afslået.
- Svastika på en romersk mosaikflise fra det 2. århundrede
- Kam af ben med Svastikategn.300 e. Kr. fundet i Nydam Mose
- Det finske luftvåbens nationalitetsmærke 1918-44. Kom ikke fra nazisterne men fra den svenske Grev von Rosen der hjalp finnerne i deres selvstændighedskamp
- Svastika i Tibet i 1938
- Det ikke-anerkendte hinduistiske forslag til at symbolisere det lokale Røde Kors, 1977
- Hagekors på tysk jagerfly under 2. Verdenskrig